# 후안 파블로 슈크

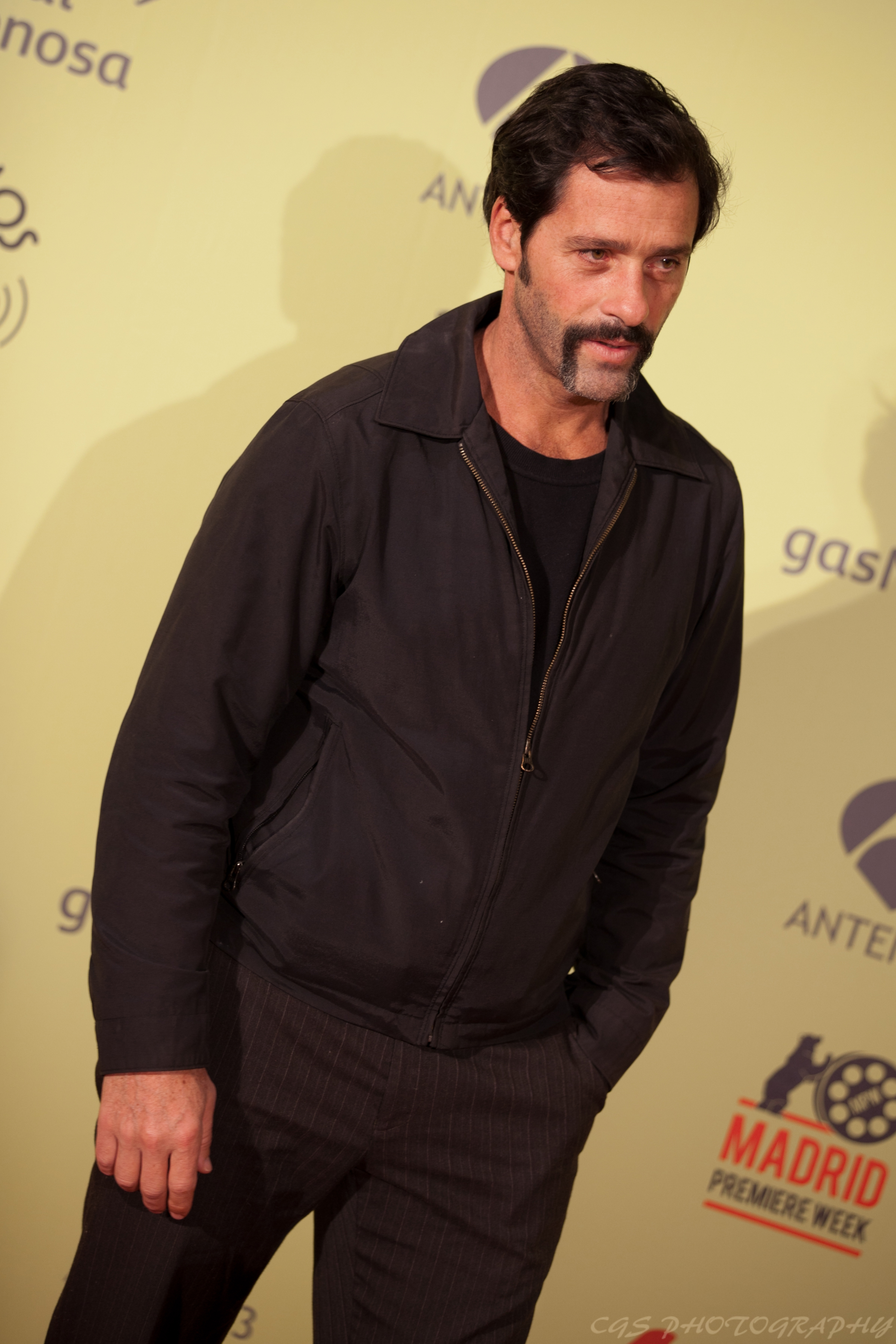

후안 파블로 슈크(Juan Pablo Shuk, 1965년 11월 7일 ~ )는 콜롬비아의 배우, 텔레비전 배우이다.
보고타에서 태어났다.

## 영화
- 여동생 (2017년)
- 어쌔신 크리드 (2016년) - 아버지 역
- 브레드레스 타임 (2015년)
- 더 바디 (2012년) - 파블로 요원 역
- 언포기븐 (2011년)